# Tenthredo velox
Tenthredo velox är en stekelart som beskrevs av Fabricius 1798. Tenthredo velox ingår i släktet Tenthredo, och familjen bladsteklar. Arten är reproducerande i Sverige.

## Bildgalleri

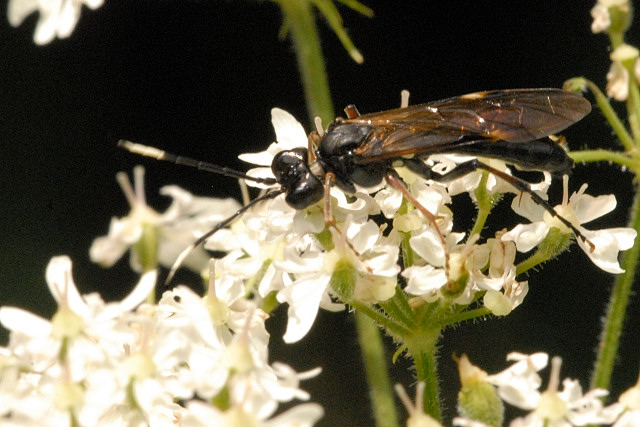
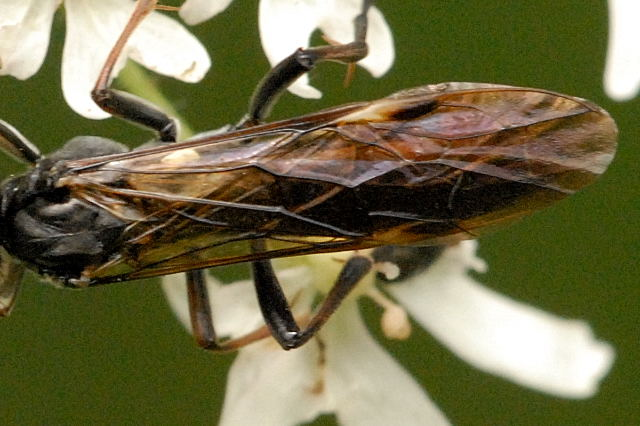